# Delias chrysomelaena
Delias chrysomelaena is een vlindersoort uit de familie van de Pieridae (witjes), onderfamilie Pierinae.
Delias chrysomelaena werd in 1866 beschreven door van Vollenhoven.